# Lijst van Indonesische kabinetten
 Het kabinet van Indonesië (Indonesisch: Kabinet Pemerintahan Indonesia) vormt, samen met de president en vicepresident de uitvoerende macht van de overheid van Indonesië. Het kabinet wordt benoemd door de president.
Tussen 1945 en 1967 werden de Indonesische kabinetten geleid door een minister-president. De laatste jaren van die periode, vanaf 1959, was de president ook minister-president en werd het kabinet dus praktisch geleid door de president. Sinds 1967 is het ambt van minister-president afgeschaft en is de president dus officieel de leider van het kabinet. In de tijd van ministers-presidenten werden de kabinetten genoemd naar de minister-president. De presidentiële kabinetten hebben elk een naam die bij de formatie bekendgemaakt wordt.
Op 27 december 1949 werd de soevereiniteit door Nederland overgedragen aan de Verenigde Staten van Indonesië (VSI), waarvan de Republiek Indonesië een deelstaat was. In deze periode bestonden er meerdere kabinetten naast elkaar: van de VSI, van de Republiek, en van andere deelstaten. In 1950 gingen de VSI en de Republiek samen verder als eenheidsstaat, waar ook de andere deelstaten in werden opgenomen, en vanaf 7 september 1950 is er weer één kabinet.
| #                                     | Naam van het kabinet                                                            | Aantreden                             | Aftreden                              | Leider van het kabinet                | Ambt                                  |
| Indonesische Onafhankelijkheidsoorlog | Indonesische Onafhankelijkheidsoorlog                                           | Indonesische Onafhankelijkheidsoorlog | Indonesische Onafhankelijkheidsoorlog | Indonesische Onafhankelijkheidsoorlog | Indonesische Onafhankelijkheidsoorlog |
| ------------------------------------- | ------------------------------------------------------------------------------- | ------------------------------------- | ------------------------------------- | ------------------------------------- | ------------------------------------- |
| 1                                     | Presidentieel (Presidensial)                                                    | 2 september 1945                      | 14 november 1945                      | Soekarno                              | president                             |
| 2                                     | Sjahrir I                                                                       | 14 november 1945                      | 12 maart 1946                         | Soetan Sjahrir                        | minister-president                    |
| 3                                     | Sjahrir II                                                                      | 12 maart 1946                         | 2 oktober 1946                        | Soetan Sjahrir                        | minister-president                    |
| 4                                     | Sjahrir III                                                                     | 2 oktober 1946                        | 3 juli 1947                           | Soetan Sjahrir                        | minister-president                    |
| 5                                     | Amir Sjarifoeddin I                                                             | 3 juli 1947                           | 11 november 1947                      | Amir Sjarifoeddin                     | minister-president                    |
| 6                                     | Amir Sjarifoeddin II                                                            | 11 november 1947                      | 29 januari 1948                       | Amir Sjarifoeddin                     | minister-president                    |
| 7                                     | Hatta I                                                                         | 29 januari 1948                       | 4 augustus 1949                       | Mohammed Hatta                        | minister-president                    |
| *                                     | Noodkabinet (Darurat)                                                           | 19 december 1948                      | 13 juli 1949                          | S. Prawiranegara                      | hoofd van het noodkabinet             |
| 8                                     | Hatta II                                                                        | 4 augustus 1949                       | 20 december 1949                      | Mohammed Hatta                        | minister-president                    |
| Verenigde Staten van Indonesië        |                                                                                 |                                       |                                       |                                       |                                       |
| *                                     | VSI ("Kabinet van de Verenigde Staten van Indonesië")                           | 20 december 1949                      | 6 september 1950                      | Mohammad Hatta                        | minister-president                    |
| 9                                     | Soesanto                                                                        | 20 december 1949                      | 21 januari 1950                       | Soesanto Tirtoprodjo                  | plaatsvervangend minister-president   |
| 10                                    | Halim                                                                           | 21 januari 1950                       | 6 september 1950                      | Abdoel Halim                          | minister-president                    |
| Parlementaire democratie              |                                                                                 |                                       |                                       |                                       |                                       |
| 11                                    | Natsir                                                                          | 6 september 1950                      | 27 april 1951                         | Muhammad Natsir                       | minister-president                    |
| 12                                    | Soekiman                                                                        | 27 april 1951                         | 3 april 1952                          | Soekiman Wirjosandjojo                | minister-president                    |
| 13                                    | Wilopo                                                                          | 3 april 1952                          | 30 juli 1953                          | Wilopo                                | minister-president                    |
| 14                                    | Ali Sastroamidjojo I                                                            | 30 juli 1953                          | 12 augustus 1955                      | Ali Sastroamidjojo                    | minister-president                    |
| 15                                    | Boerhanoeddin Harahap                                                           | 12 augustus 1955                      | 24 maart 1956                         | Boerhanoeddin Harahap                 | minister-president                    |
| 16                                    | Ali Sastroamidjojo II                                                           | 24 maart 1956                         | 9 april 1957                          | Ali Sastroamidjojo                    | minister-president                    |
| 17                                    | Djoeanda                                                                        | 9 april 1957                          | 10 juli 1959                          | Djoeanda Kartawidjaja                 | minister-president                    |
| Geleide democratie                    |                                                                                 |                                       |                                       |                                       |                                       |
| 18                                    | Werkkabinet I (Kerja I)                                                         | 10 juli 1959                          | 18 februari 1960                      | Soekarno                              | president minister-president          |
| 19                                    | Werkkabinet II (Kerja II)                                                       | 18 februari 1960                      | 6 maart 1962                          | Soekarno                              | president minister-president          |
| 20                                    | Werkkabinet III (Kerja III)                                                     | 6 maart 1962                          | 13 november 1963                      | Soekarno                              | president minister-president          |
| 21                                    | Werkkabinet IV (Kerja IV)                                                       | 13 november 1963                      | 27 augustus 1964                      | Soekarno                              | president minister-president          |
| 22                                    | Dwikora I (Dwi Komando Rakyat, "Tweevoudige Opdracht van het Volk I")           | 27 augustus 1964                      | 22 februari 1966                      | Soekarno                              | president minister-president          |
| 23                                    | Dwikora II (Dwi Komando Rakyat, "Tweevoudige Opdracht van het Volk II")         | 24 februari 1966                      | 28 maart 1966                         | Soekarno                              | president minister-president          |
| 24                                    | Dwikora III (Dwi Komando Rakyat, "Tweevoudige Opdracht van het Volk III")       | 28 maart 1966                         | 25 juli 1966                          | Soekarno                              | president minister-president          |
| 25                                    | Ampera I (Amanat Penderitaan Rakyat, "Mandaat van het Lijden van het Volk I")   | 25 juli 1966                          | 17 oktober 1967                       | Soeharto                              | hoofd van het presidium               |
| 26                                    | Ampera II (Amanat Penderitaan Rakyat, "Mandaat van het Lijden van het Volk II") | 17 oktober 1967                       | 6 juni 1968                           | Soeharto                              | plaatsvervangend president            |
| Nieuwe Orde                           |                                                                                 |                                       |                                       |                                       |                                       |
| 27                                    | Ontwikkelingskabinet I (Pembangunan I)                                          | 6 juni 1968                           | 28 maart 1973                         | Soeharto                              | president                             |
| 28                                    | Ontwikkelingskabinet II (Pembangunan II)                                        | 28 maart 1973                         | 29 maart 1978                         | Soeharto                              | president                             |
| 29                                    | Ontwikkelingskabinet III (Pembangunan III)                                      | 29 maart 1978                         | 19 maart 1983                         | Soeharto                              | president                             |
| 30                                    | Ontwikkelingskabinet IV (Pembangunan IV)                                        | 19 maart 1983                         | 23 maart 1988                         | Soeharto                              | president                             |
| 31                                    | Ontwikkelingskabinet V (Pembangunan V)                                          | 23 maart 1988                         | 17 maart 1993                         | Soeharto                              | president                             |
| 32                                    | Ontwikkelingskabinet VI (Pembangunan VI)                                        | 17 maart 1993                         | 14 maart 1998                         | Soeharto                              | president                             |
| 33                                    | Ontwikkelingskabinet VII (Pembangunan VII)                                      | 14 maart 1998                         | 21 mei 1998                           | Soeharto                              | president                             |
| Reformasi                             |                                                                                 |                                       |                                       |                                       |                                       |
| 34                                    | Hervorming van Ontwikkeling (Reformasi Pembangunan)                             | 23 mei 1998                           | 20 oktober 1999                       | B.J. Habibie                          | president                             |
| 35                                    | Nationale Eenheid (Persatuan Nasional)                                          | 26 oktober 1999                       | 23 juli 2001                          | Abdurrahman Wahid                     | president                             |
| 36                                    | Wederzijdse Hulp (Gotong Royong)                                                | 9 augustus 2001                       | 20 oktober 2004                       | Megawati Soekarnoputri                | president                             |
| 37                                    | Verenigd Indonesië I (Indonesia Bersatu I)                                      | 21 oktober 2004                       | 20 oktober 2009                       | Susilo Bambang Yudhoyono              | president                             |
| 38                                    | Verenigd Indonesië II (Indonesia Bersatu II)                                    | 22 oktober 2009                       | 20 oktober 2014                       | Susilo Bambang Yudhoyono              | president                             |
| 39                                    | Werkkabinet (Kabinet Kerja)                                                     | 27 oktober 2014                       | 20 oktober 2019                       | Joko Widodo                           | president                             |
| 40                                    | Indonesië Vooruit (Indonesia Maju)                                              | 23 oktober 2019                       | 21 oktober 2024                       | Joko Widodo                           | president                             |
| 41                                    | Rood-Wit kabinet (Kabinet Merah Putih)                                          | 21 oktober 2024                       | heden                                 | Prabowo Subianto                      | president                             |